# NGC 3344
NGC 3344 is een balkspiraalstelsel in het sterrenbeeld Kleine Leeuw. Het hemelobject werd op 6 april 1785 ontdekt door de Duits-Britse astronoom William Herschel.

## Synoniemen
- UGC 5840
- MCG 4-25-46
- ZWG 124.60
- KARA 435
- WAS 14
- IRAS10407+2511
- PGC 31968